# (7857) Lagerros
(7857) Lagerros est un astéroïde de la ceinture principale.

## Description
(7857) Lagerros est un astéroïde de la ceinture principale. Il fut découvert le 22 août 1978 à l'observatoire du Mont Stromlo par Claes-Ingvar Lagerkvist. Il présente une orbite caractérisée par un demi-grand axe de 2,84 UA, une excentricité de 0,17 et une inclinaison de 12,7° par rapport à l'écliptique.

## Compléments